# What a Time to Be Alive
Albums par Drake
If You're Reading This It's Too Late
(2015) Views
(2016)
Albums par Future
DS2
(2015) Purple Reign
(2016)
What a Time to Be Alive est une mixtape collaborative de Drake et Future, sortie le 20 septembre 2015.
La mixtape s'est classée numéro une au Billboard 200, au Top R&B/Hip-Hop Albums, ainsi qu'au Top Rap Albums.

## Liste des titres
| 1.    | Digital Dash                     | Metro Boomin, Southside                 | 3:51 |
| 2.    | Big Rings                        | Metro Boomin                            | 3:37 |
| 3.    | Live from the Gutter             | Boi-1da, Metro Boomin                   | 3:31 |
| 4.    | Diamonds Dancing                 | Metro Boomin, Allen Ritter, Frank Dukes | 5:14 |
| 5.    | Scholarships                     | Metro Boomin                            | 3:29 |
| 6.    | Plastic Bag                      | Neenyo                                  | 3:22 |
| 7.    | I'm the Plug                     | Southside                               | 3:00 |
| 8.    | Change Locations                 | Noël                                    | 3:40 |
| 9.    | Jumpman                          | Metro Boomin                            | 3:25 |
| 10.   | Jersey (solo Future)             | Metro Boomin, Southside                 | 3:08 |
| 11.   | 30 for 30 Freestyle (solo Drake) | Noah « 40 » Shebib                      | 4:13 |
| 40:30 |                                  |                                         |      |

## Classement hebdomadaire
| Classement (2015)                   | Meilleure position |
| ----------------------------------- | ------------------ |
| Australie (ARIA)                    | 4                  |
| Belgique (Flandre Ultratop)         | 23                 |
| Belgique (Wallonie Ultratop)        | 46                 |
| Canada (Canadian Albums Chart)      | 1                  |
| Danemark (Tracklisten)              | 21                 |
| Espagne (Promusicae)                | 99                 |
| États-Unis (Billboard 200)          | 1                  |
| États-Unis (Top R&B/Hip-Hop Albums) | 1                  |
| France (SNEP)                       | 34                 |
| Irlande (IRMA)                      | 30                 |
| Norvège (VG-lista)                  | 24                 |
| Nouvelle-Zélande (RIANZ)            | 8                  |
| Pays-Bas (Mega Album Top 100)       | 9                  |
| Royaume-Uni (UK Albums Chart)       | 6                  |
| Royaume-Uni (R&B Albums)            | 1                  |
| Suède (Sverigetopplistan)           | 36                 |

## Certifications
| Pays                  | Certification | Unités certifiées |
| --------------------- | ------------- | ----------------- |
| Canada (Music Canada) | Platine       | 80 000            |
| Danemark (IFPI)       | Or            | 10 000            |
| États-Unis (RIAA)     | Platine       | 1 000 000         |
| Royaume-Uni (BPI)     | Or            | 100 000           |